# Zuya
Zuya (oficialmente en euskera: Zuia) es un municipio español de la provincia de Álava, en la comunidad autónoma del País Vasco.
Zuya es el municipio que, históricamente, ha dado nombre a la Cuadrilla y, en consecuencia, Murguía, su capital, también ejerce de cabeza administrativa de esta entidad. Con 123 km² es el municipio más grande de la cuadrilla.

## Toponimia
Su nombre deriva de Zuhivarrutia y Zuivarrutia, nombres con los que en 1179 y 1229 se conocía a la capital de Zuya, Murguía. En 1257 se recogía como Çuibarrutia, en 1338 Zuibarrutia, y en 1417, en la confirmación de las Ordenanzas de Álava, se le nombra Zuibarrutia.

## Geografía

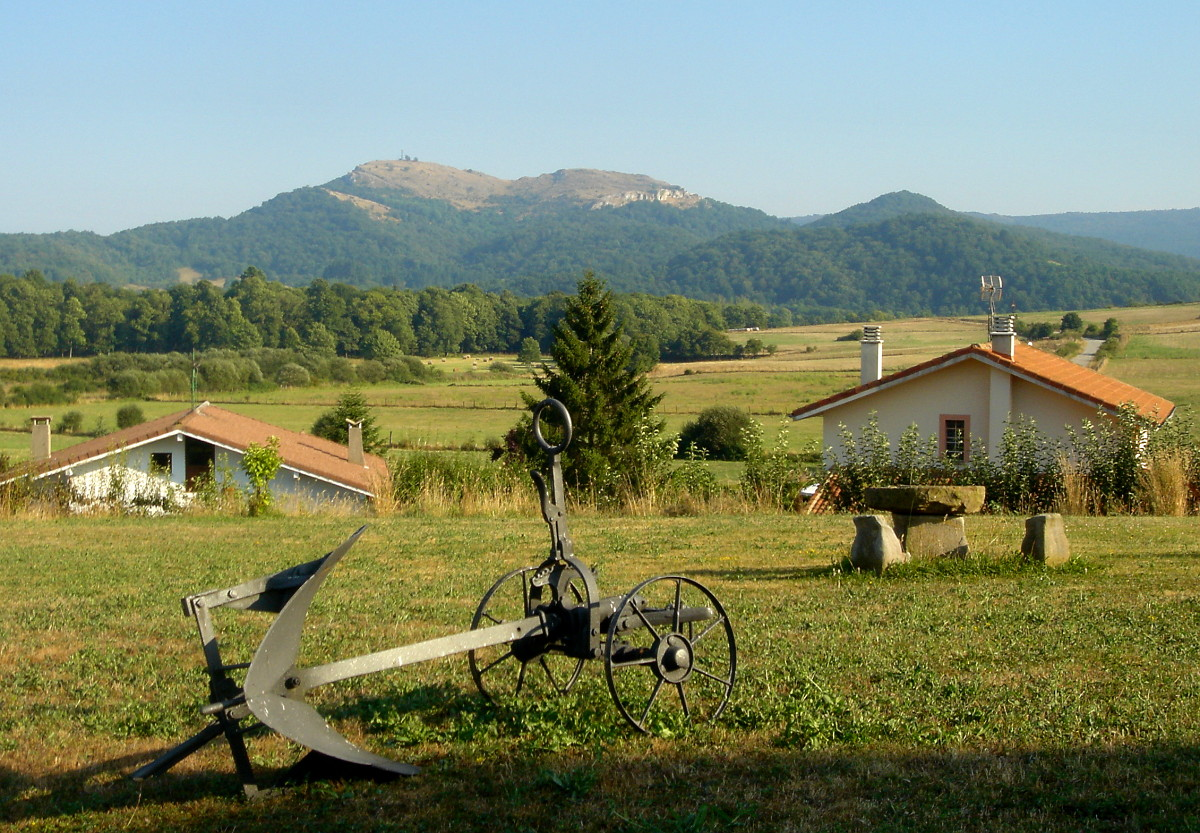
Paisaje de Zuya, con la Peña de Oro al fondo

En sus límites se ubica gran parte del macizo de Gorbea, cuyas cimas más importantes son: Gorbea (1482 m), Nafarkorta (1017 m), Burbona (932 m), Berretín (1226 m). Aquí nacen los ríos Bayas, Larreakorta, Ugalde..., que, en su fluir (dirección N-S), han labrado escarpadas cuencas que confluyen en el fondo del valle de Zuya, en torno al río Bayas.
Aunque parte de la vegetación original de Gorbea ha sido talada (hoy ocupada por brezos y pinares), aún se conservan magníficos hayedos en Berretín (Larreakorta), Arlobi e Ilunbe; un extenso marojal en el barranco del río Ugalde (Aldamiz, Arazo, sureste de Berretín...); y una franja de aliseda en la ribera del Bayas. Pero, sin duda, el enclave mejor conservado es el hayedo de Altube que, en la parte de Zuya, se ha desarrollado en torno a los barrancos que descienden desde Burbona: el del Bortal/Errekandi y el de Katxandiano.
En la zona de valle de Zuya, se conservan extraordinarios robledales junto al Bayas (en Vitoriano, Amézaga de Zuya, hasta Luquiano y Guillerna en Basubitxi y San Fausto), distribuidos a modo de islotes entre grandes áreas de pradera que ocupan todo el valle de Zuya.
Las Peñas de Oro (896 m) y Ganalto (sierra de Badaya, 900 m), cierran el valle de Zuya, cobijando en sus laderas hermosas manchas de hayedo y robledal. Estos enclaves ofrecen bellas panorámicas, sobre todo Oro, lugar de gran interés botánico, geológico (islote calcáreo en el área diapírica de Murguía), artístico (Santuario de Oro) y lúdico ya que en sus cortados se radica una escuela de escalada.

## Demografía
Zuya cuenta con una población de 2372 habitantes (INE 2024).
| Gráfica de evolución demográfica de Zuya entre 1842 y 2021 |
| |
| Población de derecho según los censos de población del INE Población de hecho según los censos de población del INEEn estos censos se denominaba Zuya: 1842, 1857, 1860, 1877, 1887, 1897, 1900, 1910, 1920, 1930, 1940, 1950, 1960, 1970, 1981 y 1991 |

## Economía

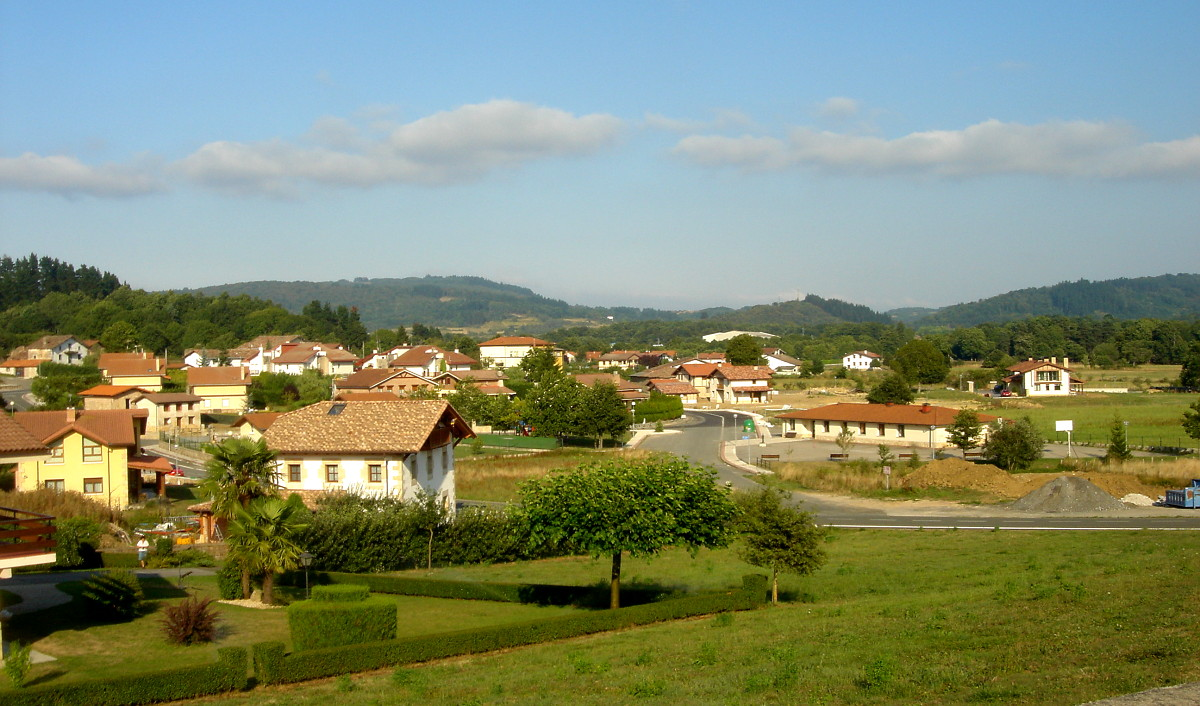
Panorámica de Amézaga de Zuya, uno de los núcleos rurales del municipio

Al igual que en el resto de la comarca, la ganadería y la silvicultura, han sido las actividades económicas por excelencia de la zona. A pesar de ser un sector actualmente poco representativo, aún se mantienen importantes explotaciones de ovino y vacuno, en alguna de las cuales se elabora queso de Idiazábal (Sarría y Markina). Creciente importancia está teniendo el sector apícola, con la producción de miel y derivados, que se promocionan desde el Museo de la Miel de Murguía.
El sector industrial se ubica en los polígonos industriales de Murguía y de Islarra (junto a la autopista AP-68), con una superficie de más de 100.000 m² de suelo industrial.
Los servicios constituyen, sin duda, el sector más representativo de Zuya. El aumento del turismo y de las actividades deportivo-recreativas en contacto con la naturaleza, han impulsado este sector en un municipio de gran tradición turística. Murguía se ha convertido en un centro de servicios cuyo ámbito de influencia va más allá de sus límites municipales. Así, acoge numerosos comercios, bares, restaurantes, hoteles, polideportivo, servicios técnicos, oficina de turismo, etc.
Ahora bien, otros núcleos del valle también acogen este tipo de servicios: agroturismos (Marquina y Sarría), bares-restaurantes (Amézaga, Vitoriano (Taberna Izarra) y Sarría), Club de Golf de Zuya en Altube, Áreas de servicio en la autopista (restaurante y hotel en Altube), etc.

## Administración y política

### Gobierno municipal
| Partido político                                              | 2019        | 2019        | 2015  | 2015       | 2011  | 2011       | 2007  | 2007       | 2003        | 2003        | 1999  | 1999       | 1995  | 1995       |
| Partido político                                              | %           | Concejales  | %     | Concejales | %     | Concejales | %     | Concejales | %           | Concejales  | %     | Concejales | %     | Concejales |
| Euskal Herria Bildu (EH Bildu)-Bildu                          | 47,03       | 6           | 33,52 | 4          | 27,21 | 4          | —     | —          | —           | —           | —     | —          | —     | —          |
| Zuia Batzein Gaita-Zuia Nos Une (ZBG-ZNU)                     | 35,82       | 4           | 23,59 | 3          | 23,51 | 3          | 25,51 | 1          | —           | —           | —     | —          | —     | —          |
| Partido Popular del País Vasco (PP)                           | 8,00        | 1           | 7,42  | 1          | 10,95 | 1          | 11,96 | 1          | 23,33       | 2           | 22,74 | 2          | 24,31 | 2          |
| Partido Socialista de Euskadi-Euskadiko Ezkerra (PSE-EE PSOE) | 7,55        | 0           | 4,61  | 0          | 5,96  | 0          | 9,21  | 1          | 9,42        | 1           | 4,66  | 0          | —     | —          |
| Euzko Alderdi Jeltzalea-Partido Nacionalista Vasco (EAJ-PNV)  | Con ZBG-ZNU | Con ZBG-ZNU | 28,67 | 3          | 23,83 | 3          | 33,57 | 5          | 60,48       | 6           | 31,88 | 3          | 40,37 | 4          |
| Aralar                                                        | —           | —           | —     | —          | 5,96  | 0          | 5,93  | 0          | —           | —           | —     | —          | —     | —          |
| Eusko Alkartasuna (EA)                                        | —           | —           | —     | —          | —     | —          | 11,78 | 1          | Con PNV     | Con PNV     | 9,23  | 1          | 4,84  | 0          |
| Unidad Alavesa (UA)                                           | —           | —           | —     | —          | —     | —          | —     | —          | 1,05        | 0           | 2,92  | 0          | 11,88 | 1          |
| Ezker Batua-Berdeak (EB-B)                                    | —           | —           | —     | —          | —     | —          | —     | —          | 3,35        | 0           | —     | —          | —     | —          |
| Euskal Herritarrok (EH)-Herri Batasuna (HB)                   | —           | —           | —     | —          | —     | —          | —     | —          | Ilegalizado | Ilegalizado | 26,43 | 3          | 16,61 | 2          |

### Organización territorial
El municipio de Zuya está formado por 11 concejos y 2 pueblos que son:

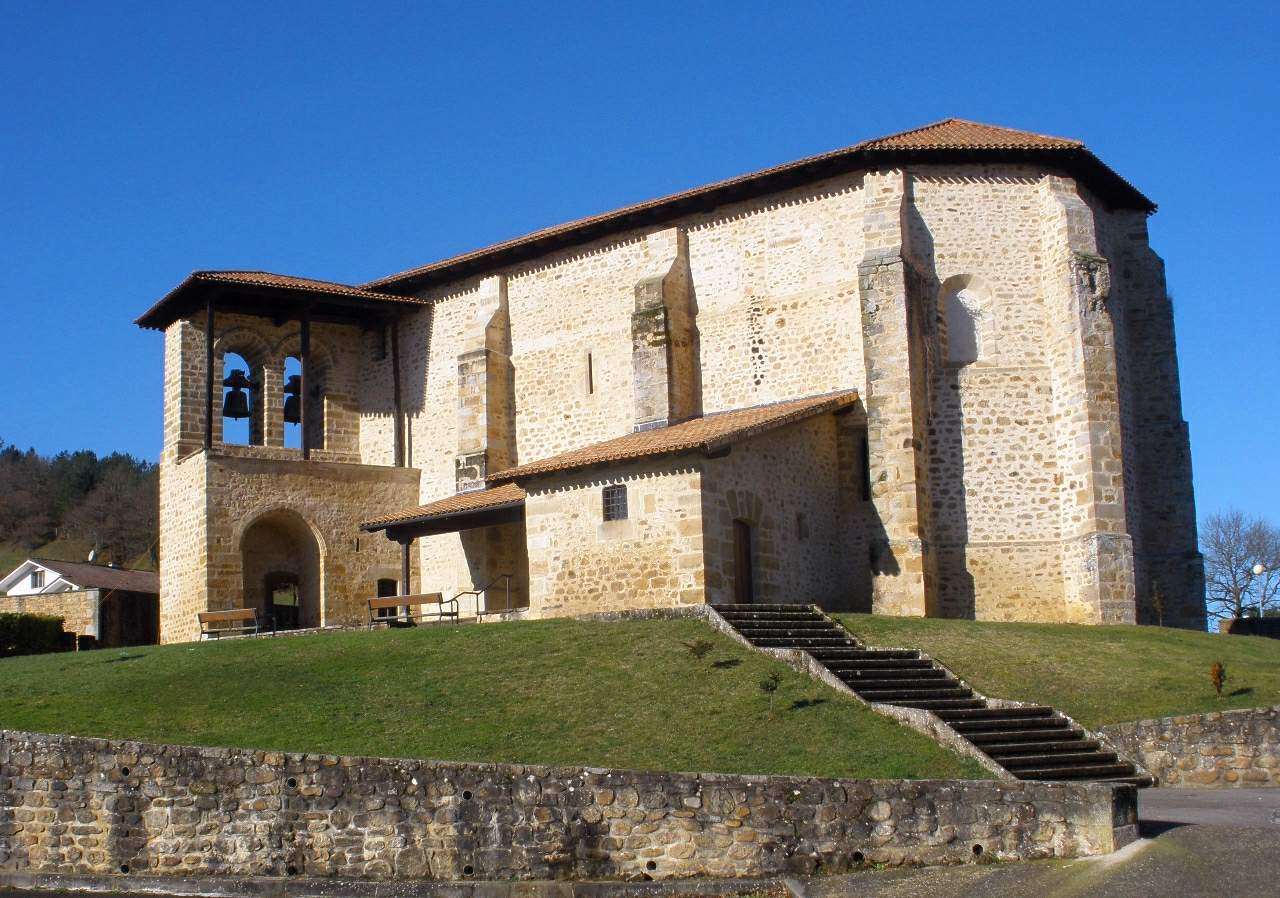
Iglesia de San Andrés, en Amézaga de Zuya

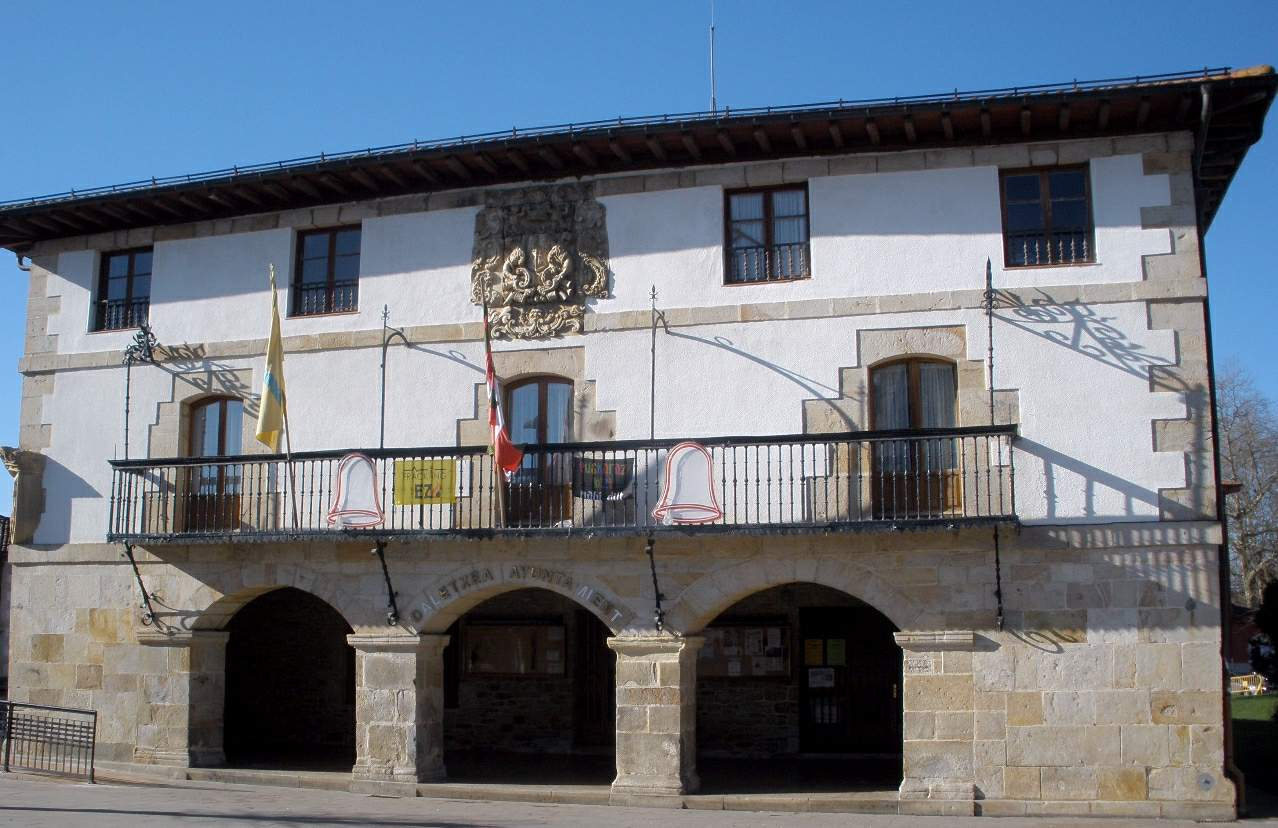
Ayuntamiento de Zuya, en Murguía

- Amézaga de Zuya (Ametzaga Zuia oficialmente), 264 hab.
- Aperregui (Aperregi oficialmente), 43 hab.
- Domaiquia (Domaikia oficialmente), 65 hab.
- Guillerna (Guillerna/Gilierna oficialmente), 53 hab.
- Jugo, 38 hab.
- Luquiano (Lukiano oficialmente), 45 hab.
- Marquina (Markina oficialmente), 73 hab.
- Murguía (Murgia oficialmente) que es la capital del municipio con 1117 habitantes.
- Sarría (Sarria oficialmente), 261 hab.
- Vitoriano (Bitoriano oficialmente), 286 hab.
- Zárate, 35 hab.

Los dos pueblos que no forman concejo son:
- Altube (22 hab)
- Ciorraga (oficialmente Ziorraga) (14 hab).

### Elecciones generales
| Elecciones generales de 2016 en Zuya | Elecciones generales de 2016 en Zuya                  | Elecciones generales de 2016 en Zuya | Elecciones generales de 2016 en Zuya | Elecciones generales de 2016 en Zuya |
| Logo                                 | Partido político                                      | Votos                                | %                                    |                                      |
| ------------------------------------ | ----------------------------------------------------- | ------------------------------------ | ------------------------------------ | ------------------------------------ |
|                                      | Unidos Podemos (Podemos-IU-Equo)                      | 341                                  | 27,04                                |                                      |
|                                      | Partido Nacionalista Vasco (PNV)                      | 332                                  | 26,33                                |                                      |
|                                      | Euskal Herria Bildu (EH Bildu)                        | 209                                  | 16,57                                |                                      |
|                                      | Partido Popular (PP)                                  | 174                                  | 13,80                                |                                      |
|                                      | Partido Socialista Obrero Español (PSOE)              | 103                                  | 8,17                                 |                                      |
|                                      | Ciudadanos-Partido de la Ciudadanía (Cs)              | 58                                   | 4,60                                 |                                      |
|                                      | Partido Animalista Contra el Maltrato Animal (PACMA)  | 9                                    | 0,71                                 |                                      |
|                                      | Vox (VOX)                                             | 9                                    | 0,71                                 |                                      |
|                                      | Recortes Cero-Grupo Verde (Recortes Cero-Grupo Verde) | 3                                    | 0,24                                 |                                      |
|                                      | Unión Progreso y Democracia (UPyD)                    | 2                                    | 0,16                                 |                                      |
|                                      | Libertad Navarra-Libertate Nafarra (LN)               | 1                                    | 0,08                                 |                                      |
|                                      | Partido Comunista de los Pueblos de España (PCPE)     | 1                                    | 0,08                                 |                                      |

## Patrimonio

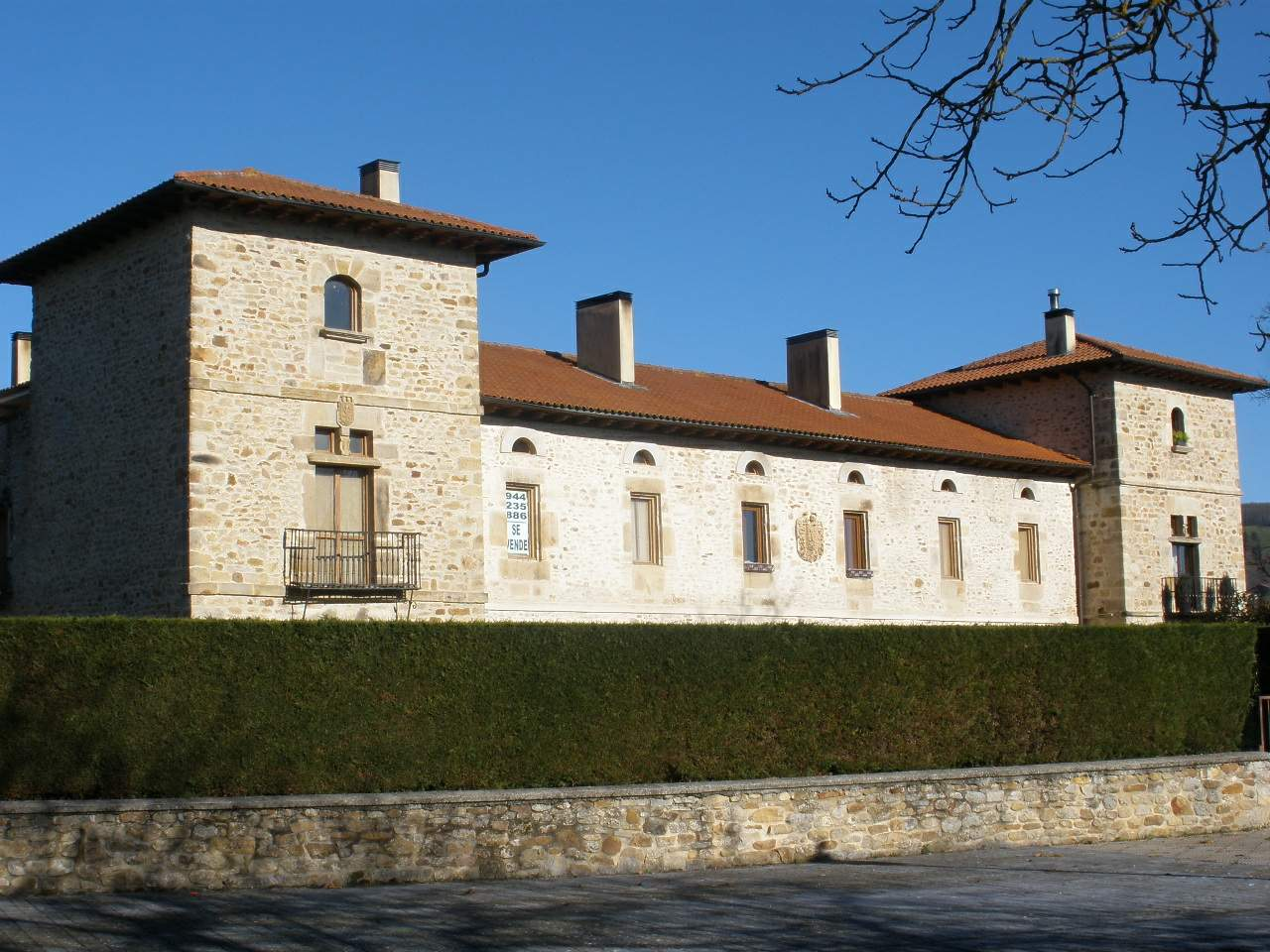
Palacio de Iturrate, en Sarría

El municipio de Zuya ofrece en la mayoría de sus poblaciones excelentes edificaciones que responden al prototipo de caserío vasco, con diferentes elementos que los definen como auténticas unidades de producción familiar, si bien muchos de ellos actualmente no se utilizan: el horno, la cabaña, el silo, etc.
Algunos de estos caseríos en el pasado fueron la cuna de linajes tan conocidos como los Zárate o Aguirre, que nos remontan a las épocas altomedieval y moderna, periodos de fuertes enfrentamientos entre familias, por lo que estas casas disponían de elementos de defensa, hoy prácticamente desaparecidos: destacan las casas de La Encontrada en Luquiano, Caserío Sagasti en Marquina y la torre de los Aguirre en Vitoriano.